# Mouriri pusa
Mouriri pusa là một loài thực vật có hoa trong họ Mua. Loài này được Gardner mô tả khoa học đầu tiên năm 1840.

## Hình ảnh

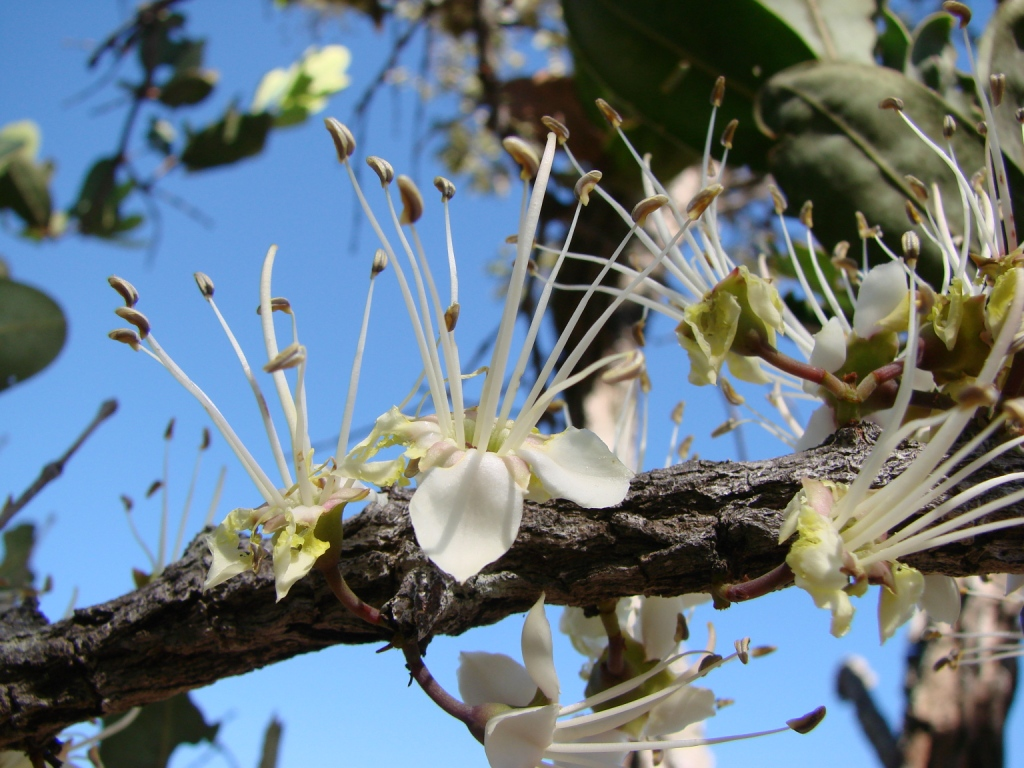
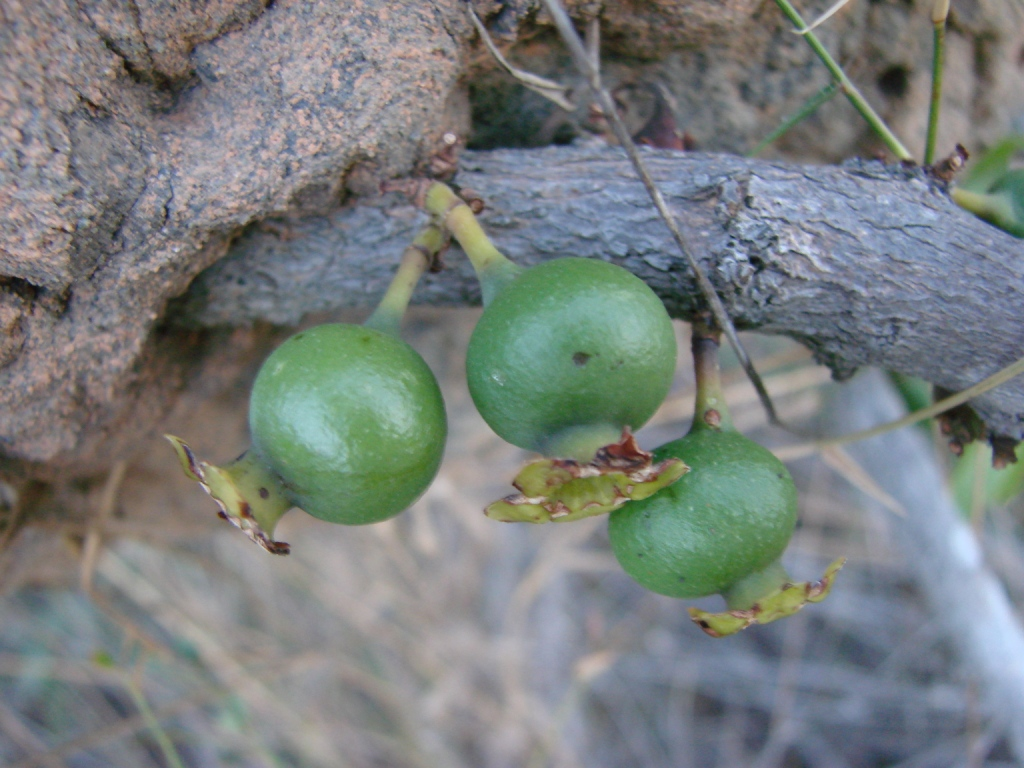
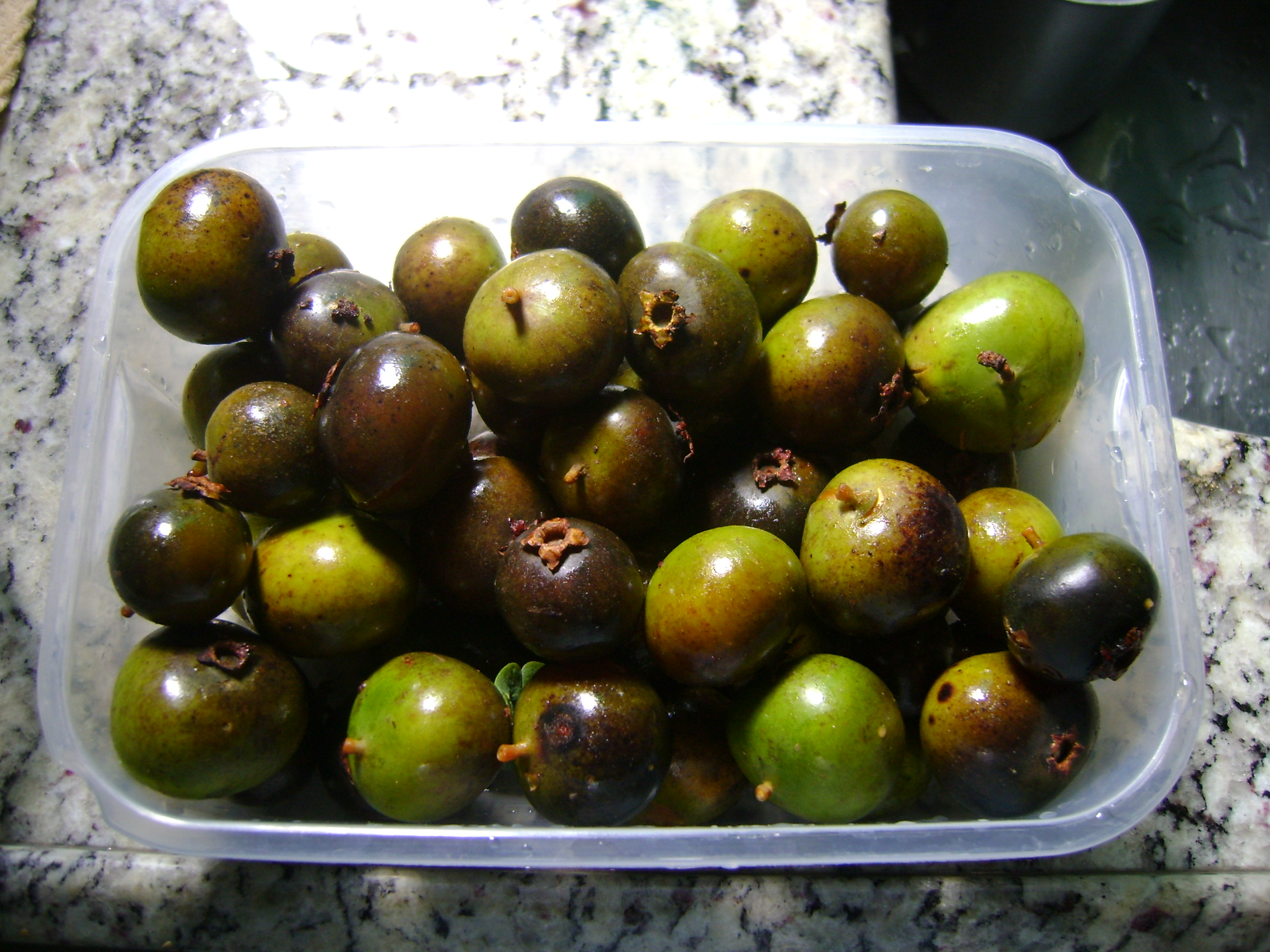
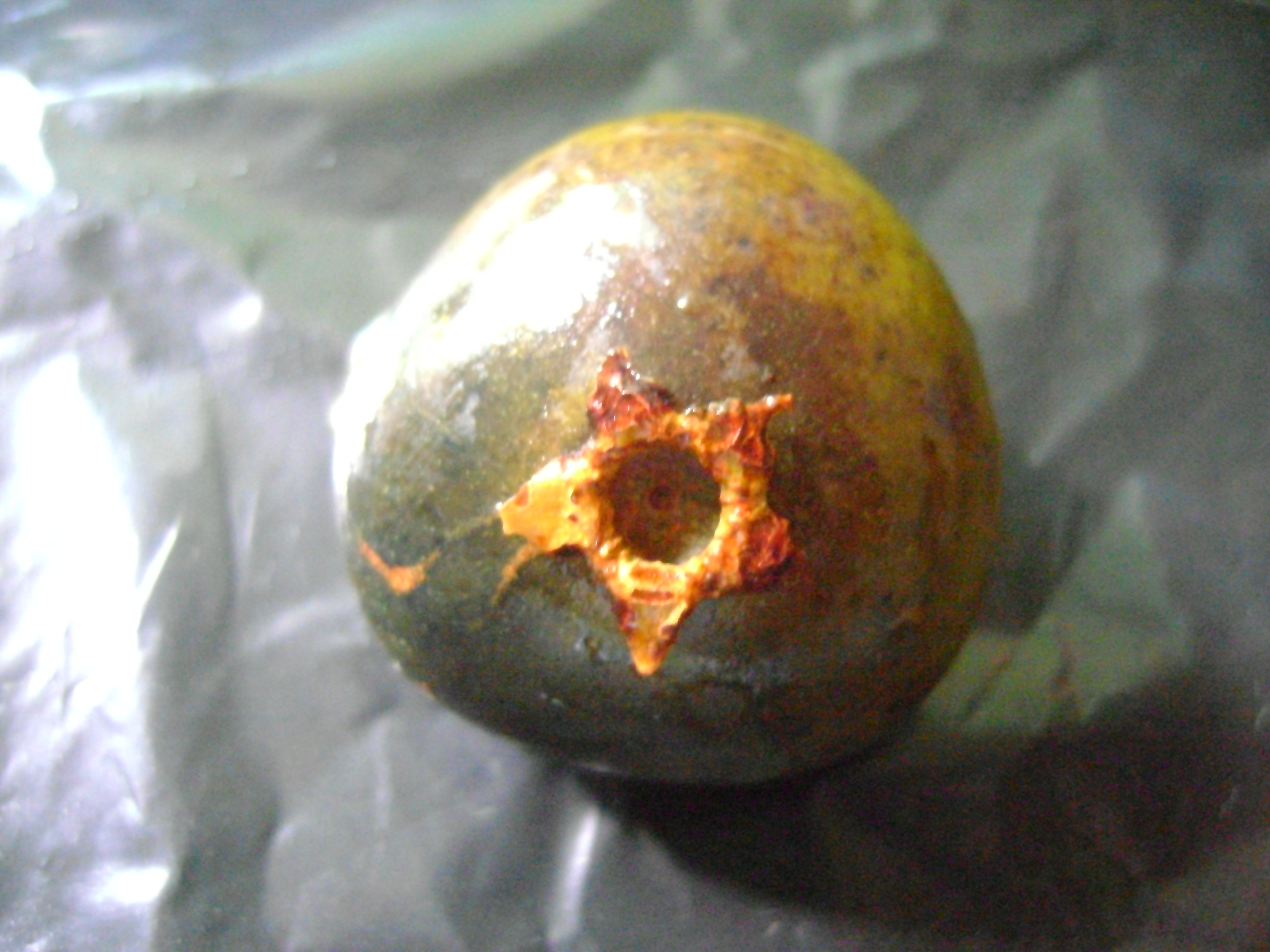